# Ceratiosicyos laevis
Ceratiosicyos laevis är en tvåhjärtbladig växtart som först beskrevs av Carl Peter Thunberg, och fick sitt nu gällande namn av Adrianus Dirk Jacob Meeuse. Ceratiosicyos laevis ingår i släktet Ceratiosicyos och familjen Achariaceae. Inga underarter finns listade i Catalogue of Life.